# Polla blava australasiana
Porphyrio melanotus és un ocell de la família dels ràl·lids (Rallidae) que rep en anglés el nom de "Australasian Swamphen": polla blava australasiana.

## Hàbitat i distribució
Habita aiguamolls de la regió d'Australàsia.

## Taxonomia
Conté 5 subespècies:
- Porphyrio melanotus melanopterus,	Bonaparte, 1856. Sulawesi, Moluques, illes Petites de la Sonda i regió de Nova Guinea.
- Porphyrio melanotus pelewensis,Hartlaub et Finsch, 1872. Illes Palau.
- Porphyrio melanotus melanotus, Temminck, 1820. Nord i est d'Austràlia, Tasmània, Nova Zelanda i altres illes de la zona.
- Porphyrio melanotus bellus, Gould, 1841. Sud-oest d'Austràlia Occidental.
- Porphyrio melanotus samoensis, Peale, 1849. Des de les illes de l'Almirallat fins Nova Caledònia, illes Salomó, Fiji i Samoa.

Aquestes cinc subespècies eren incloses a Porphyrio porphyrio fins a l'any 2015 (i encara avui algunes classificacions) en que va ser separada com una espècie de ple dret.